# Cantó d'Argent-sur-Sauldre
El cantó d'Argent-sur-Sauldre és un cantó francès del departament del Cher, situat al districte de Vierzon. Té 4 municipis i el cap és Argent-sur-Sauldre.

## Municipis
- Argent-sur-Sauldre
- Blancafort
- Brinon-sur-Sauldre
- Clémont

## Història
| Data d'elecció                           | Identitat          | Partit        | Qualitat |
| ---------------------------------------- | ------------------ | ------------- | -------- |
| 1945-1970                                | Eugène Jamain      | CR            |          |
| 1970-1984                                | M. Jamain          | Divers droite |          |
| 1984-1992                                | Jean Bonvilliers   | RPR           |          |
| 1992-1998                                | Patrick Sénée      | PS            |          |
| 1998-                                    | Thierry de Montbel | UMP           |          |
| les dades anteriors no són pas conegudes |                    |               |          |
|                                          |                    |               |          |

## Demografia
| A partir de 1990: Població sense dobles comptes |